# Glaucosia argyllia
Glaucosia argyllia är en fjärilsart som beskrevs av George Francis Hampson 1900. Glaucosia argyllia ingår i släktet Glaucosia och familjen björnspinnare. Inga underarter finns listade i Catalogue of Life.